# Pont-à-Vendin
Pont-à-Vendin – miejscowość i gmina we Francji, w regionie Hauts-de-France, w departamencie Pas-de-Calais.
Według danych na rok 1990 gminę zamieszkiwały 2803 osoby, a gęstość zaludnienia wynosiła 1395 osób/km² (wśród 1549 gmin regionu Nord-Pas-de-Calais Pont-à-Vendin plasuje się na 295. miejscu pod względem liczby ludności, natomiast pod względem powierzchni na miejscu 908.).